# Breuvanne
Breuvanne (en gaumais Bruvane) est un village de la commune belge de Tintigny, situé en Région wallonne dans la province de Luxembourg.
Il fait partie de la Gaume et comptait 207 habitants en 2004.

## Produits
La brasserie Millevertus produit une dizaine de bières artisanales.